# Піві еквадорський
Пі́ві еквадорський (Contopus nigrescens) — вид горобцеподібних птахів родини тиранових (Tyrannidae). Мешкає в Південній Америці.

## Підвиди
Виділяють два підвиди:
- C. n. nigrescens (Sclater, PL & Salvin, 1880) — східні схили Еквадорських Анд;
- C. n. canescens (Chapman, 1926) — східні схили Перуанських Анд, локально на півдні Гаяни (гора Акарі) та в Бразильській Амазонії (Мараньян, північний Токантінс, гори Карахас[en] в штаті Пара).

## Поширення і екологія
Еквадорські піві мешкають в Еквадорі, Перу, Гаяні і Бразилії. Вони живуть в кронах вологих рівнинних і гірських тропічних лісів, на узліссях, поблизу річок і озер. Зустрічаються парами, на висоті до 1200 м над рівнем моря. Живляться комахами, яких ловлять в польоті.